# Giovanni Zucchi
Giovanni Zucchi   (Mandello del Lario, 14 d'agost de 1931 - Mandello del Lario, 19 de gener de 2021) fou un remer italià que va competir durant les dècades de 1950 i 1960. Era el pare del també remer Franco Zucchi.
El 1956 va prendre part en els Jocs Olímpics d'Estiu de Melbourne, on fou quart en la prova del quatre sense timoner del programa de rem. Quatre anys més tard, als Jocs de Roma, guanyà la medalla de bronze en la prova del quatre amb timoner. Formà equip amb Fulvio Balatti, Romano Sgheiz, Franco Trincavelli i Ivo Stefanoni. El 1964 va participar en els seus tercers i darrers Jocs, on fou cinquè en la prova del quatre sense timoner.
En el seu palmarès també destaquen vuit medalles al Campionat d'Europa de rem, cinc d'or, una de plata i una de bronze, entre el 1956 i el 1964; dues medalles d'or als Jocs del Mediterrani, el 1955 i 1963 i quinze campionats nacionals.